# Punto Radio Euskadi
Punto Radio Euskadi fue una escisión de la desaparecida cadena generalista de radio española Punto Radio perteneciente al grupo Vocento. 
Tras la reconversión de Punto Radio en ABC Punto Radio, las emisoras en Euskadi que pertenecían al Grupo Correo decidieron no emitir la nueva programación nacional basada en el ideario del Diario ABC; optando por el modelo que imperaba en las primeras temporadas de Punto Radio.
Tenía sus orígenes en la cadena de emisoras Punto Radio, ya que cuando fue refundada el 24 de octubre de 2011, conservó los equipos de redacción de la cadena en el País Vasco y los programas deportivos nacionales dirigidos por José Antonio Abellán desde los estudios de la emisora en Madrid.
Cesó sus emisiones el 28 de febrero de 2013

## Historia
La nueva cadena de emisoras fue refundada, según Vocento, a raíz de las pérdidas que la antigua Punto Radio nacional generaba. El nuevo consejero delegado (procedente de la cúpula del mayor accionista del grupo) dio un golpe de efecto en septiembre de 2011 anunciando un giro en la estrategia de la división radiofónica, cambiando la marca y los directores de los dos principales programas. De esta manera se potenciaba la marca ABC del histórico grupo de comunicación Prensa Española (integrado en Vocento) en detrimento de los proyectos de otras cabeceras de prensa regionales. 
Esta reestructuración de la cadena provocó que la mayoría de las emisoras procedentes de grupos de comunicación regionales pertenecientes en un principio al Grupo Correo de Comunicación (también integrado en Vocento) se desligaran del nuevo proyecto. De esta forma las emisoras de Asturias, Cantabria, Cádiz, Málaga y Murcia dejan de emitir programación regional y se convierten en meros repetidores de la emisión nacional. La nueva Punto Radio también prescindirá de las desconexiones regionales en Asturias y Cantabria. Tras varios despidos, cierres de emisoras y reestructuraciones por todo el país, la cadena fue refundada el 24 de octubre de 2011, aunque conservó parte de la redacción y los programas de la antigua emisora, así como gran parte de sus emisoras de FM reconvertida en ABC Punto Radio.

## Programación
La programación de Punto Radio Euskadi se basaba principalmente en el deporte y la actualidad del País Vasco, prestando especial atención a la información más cercana. En esta etapa se potencian las principales cabeceras multimedia del Grupo Correo/Vocento (El Correo, El Diario Vasco, Álava 7 TV, toda la provincia de Álava, Teledonosti, toda la provincia de Guipúzcoa, Bizkaia TV, toda la provincia de Vizcaya), forma de una renovada sinergia. 
Además los contenidos de actualidad ajenos al País Vasco eran complementados puntualmente con las informaciones procedentes de Colpisa (Servicio de noticias que recoge todos los contenidos elaborados por las cabeceras regionales del grupo Vocento) y de la Agencia EFE, proveedora de los boletines informativos horarios.

### Temporada 2011/2012
- Primera Hora en Punto  - (con Nortxu Martínez de la Serna). Programa informativo: noticias, entrevistas, tiempo y tráfico...
- Ciudadanos en Punto (con Txetxu Ugalde, Blanca Sáez, Alberto García Chasco y María González) - Actualidad.
- Euskadi y Punto (con Juan Mari Mañero, Iker Marín y Ainhoa Múgica) - Magazín.
- Álava y Punto - Magazín provincial.
- Bizkaia y Punto - Magazín provincial.
- Gipuzkoa y Punto - Magazín provincial.
- A por ellos - Tertulia Deportiva.
- Noticias en Punto - Informativo.
- Al día en Punto (con Oiane Flaño e Iñigo Yarza) - Resumen Informativo y magazín de actualidad.
- Punto Deportivo (con Raúl Melero, Carlos Bengoa, Tito Irazusta, Guillermo Estecha, Imanol Reino, Jagoba Tirado, Endika Martínez y Mikel Uriarte) - Actualidad Deportiva.
- La Tertulia de Punto Deportivo (con Tito Irazusta, Imanol Reino, Jagoba Tirado, Guillermo Estecha y Mikel Uriarte) - Tertulia Deportiva.
- Punto Deportivo Ciclismo (Con Guillermo Estecha y Mikel Uriarte) - La actualidad del ciclismo.
- La liga en Punto (Con José Antonio Abellán) – Deporte en directo.
- Abellán en Punto (con José Antonio Abellán) – Resumen Deportivo.
- Punto y Coma - Fórmula musical diaria.
- Puntos Suspensivos - Fórmula musical nocturna.

### Frecuencias en FM
- Alava
  - 101.6 ABC Punto Radio, desde marzo de 2013 Radio Marca Vitoria.
  - 105.6 Punto Radio Euskadi - Álava, desde marzo de 2013 Cadena 100 Vitoria, emisora musical perteneciente al grupo COPE.
- Guipúzcoa
  - 96.8 ABC Punto Radio, desde marzo de 2013 sin emisión.
  - 106.2 Punto Radio Euskadi- Guipúzcoa, desde marzo de 2013 Cadena 100 emisora musical perteneciente al grupo COPE.
  - 106.4 Punto Radio Euskadi - Guipúzcoa, desde marzo de 2013 sin emisión.
- Vizcaya
  - 103.7 Punto Radio Euskadi - Vizcaya, desde marzo de 2013 Cadena 100 emisora musical perteneciente al grupo COPE.